# Cofidis, le Crédit en Ligne/Saison 2011
Dieser Artikel listet Erfolge und Mannschaft des Radsportteams Cofidis, le Crédit en Ligne in der Saison 2011 auf.

## Erfolge in der UCI WorldTour
Bei den Rennen der UCI WorldTour im Jahr 2011 gelangen dem Team nachstehende Erfolge.
| Datum        | Rennen                               | Fahrer          |
| ------------ | ------------------------------------ | --------------- |
| 25. März     | 5. Etappe Volta Ciclista a Catalunya | Samuel Dumoulin |
| 27. März     | 7. Etappe Volta Ciclista a Catalunya | Samuel Dumoulin |
| 31. August   | 11. Etappe Vuelta a España           | David Moncoutié |
| 3. September | 14. Etappe Vuelta a España           | Rein Taaramäe   |

## Erfolge in der UCI Europe Tour
Bei den Rennen der UCI Europe Tour im Jahr 2011 gelangen dem Team nachstehende Erfolge.
| Datum          | Rennen                                     | Kat. | Fahrer             |
| -------------- | ------------------------------------------ | ---- | ------------------ |
| 4. Februar     | 3. Etappe Étoile de Bessèges               | 2.1  | Samuel Dumoulin    |
| 13. Februar    | 5. Etappe Tour Méditerranéen               | 2.1  | David Moncoutié    |
| 9.–13. Februar | Gesamtwertung Tour Méditerranéen           | 2.1  | David Moncoutié    |
| 19. Februar    | 1. Etappe Tour du Haut Var                 | 2.1  | Samuel Dumoulin    |
| 3. April       | Flèche d’Emeraude                          | 1.1  | Tony Gallopin      |
| 28. Mai        | SEB Tartu Grand Prix                       | 1.1  | Jean-Eudes Demaret |
| 19. Juni       | 4. Etappe Route du Sud                     | 2.1  | Luis Ángel Maté    |
| 20. Juni       | Estnische Meisterschaft – Einzelzeitfahren | NC   | Rein Taaramäe      |
| 5. Juli        | 3. Etappe Österreich-Rundfahrt             | 2.HC | Jens Keukeleire    |
| 3. August      | 1. Etappe Paris–Corrèze                    | 2.1  | Samuel Dumoulin    |
| 3.–4. August   | Gesamtwertung Paris–Corrèze                | 2.1  | Samuel Dumoulin    |
| 4. August      | 2. Etappe Post Danmark Rundt               | 2.HC | Rémi Cusin         |
| 9.–13. August  | Gesamtwertung Tour de l’Ain                | 2.1  | David Moncoutié    |
| 17. August     | 2. Etappe Tour du Limousin                 | 2.HC | Tony Gallopin      |

## Zugänge – Abgänge
| Zugänge             | Team 2010                                       | Abgänge          | Team 2011         |
| ------------------- | ----------------------------------------------- | ---------------- | ----------------- |
| Aleksejs Saramotins | Team HTC-Columbia                               | Sébastien Minard | AG2R La Mondiale  |
| Luis Ángel Maté     | Androni Giocattoli-Serramenti PVC Diquigiovanni | Rémi Pauriol     | FDJ               |
| Nicolas Vogondy     | Bbox Bouygues Telecom                           | Amaël Moinard    | BMC Racing Team   |
| Yohann Bagot        | Neoprofi                                        | Christophe Kern  | Team Europcar     |
| Florent Barle       | Neoprofi                                        | Guillaume Blot   | Bretagne-Schuller |
| Nicolas Edet        | Neoprofi                                        | Stéphane Augé    | Karriereende      |
| Adrien Petit        | Neoprofi                                        |                  |                   |

## Mannschaft
| Name                | Geburtstag         | Nationalität |              |
| ------------------- | ------------------ | ------------ | ------------ |
| Yohann Bagot        | 6. September 1987  | Frankreich   |              |
| Florent Barle       | 17. Januar 1986    | Frankreich   |              |
| Mickaël Buffaz      | 21. Mai 1979       | Frankreich   |              |
| Rémi Cusin          | 3. Februar 1986    | Frankreich   |              |
| Jean-Eudes Demaret  | 25. Juli 1984      | Frankreich   |              |
| Samuel Dumoulin     | 20. August 1980    | Frankreich   |              |
| Leonardo Duque      | 10. April 1980     | Kolumbien    |              |
| Nicolas Edet        | 2. Dezember 1987   | Frankreich   |              |
| Julien El-Farès     | 1. Juni 1985       | Frankreich   |              |
| Julien Fouchard     | 20. August 1986    | Frankreich   |              |
| Tony Gallopin       | 24. Mai 1988       | Frankreich   |              |
| Kevyn Ista          | 25. November 1984  | Belgien      |              |
| Jens Keukeleire     | 23. November 1988  | Belgien      |              |
| Kalle Kriit         | 13. November 1983  | Estland      |              |
| Arnaud Labbe        | 3. November 1976   | Frankreich   |              |
| Luis Ángel Maté     | 23. März 1984      | Spanien      |              |
| David Moncoutié     | 30. April 1975     | Frankreich   |              |
| Damien Monier       | 27. August 1982    | Frankreich   |              |
| Adrien Petit        | 26. September 1990 | Frankreich   |              |
| Aleksejs Saramotins | 8. April 1982      | Lettland     |              |
| Nico Sijmens        | 1. April 1978      | Belgien      |              |
| Rein Taaramäe       | 24. April 1987     | Estland      |              |
| Tristan Valentin    | 23. Februar 1982   | Frankreich   |              |
| Nicolas Vogondy     | 8. August 1977     | Frankreich   |              |
| Romain Zingle       | 29. Januar 1987    | Belgien      |              |
| Stagiaires          | Stagiaires         | Nationalität | Nationalität |
| Romain Delalot      | Romain Delalot     | Frankreich   |              |
| Antoine Lavieu      | Antoine Lavieu     | Frankreich   |              |
| Rudy Molard         | Rudy Molard        | Frankreich   |              |

## Platzierungen in UCI-Ranglisten
UCI Europe Tour 2011
|       | Fahrer              | Punkte |
| ----- | ------------------- | ------ |
| 14.   | Tony Gallopin       | 345    |
| 24.   | Samuel Dumoulin     | 265    |
| 38.   | David Moncoutié     | 213    |
| 53.   | Adrien Petit        | 185    |
| 104.  | Rein Taaramäe       | 122    |
| 147.  | Julien El-Farès     | 101    |
| 201.  | Jean-Eudes Demaret  | 80     |
| 212.  | Jens Keukeleire     | 75     |
| 236.  | Kevyn Ista          | 66     |
| 259.  | Nicolas Vogondy     | 60     |
| 271.  | Leonardo Duque      | 58     |
| 296.  | Aleksejs Saramotins | 54     |
| 418.  | Rémi Cusin          | 38     |
| 517.  | Romain Zingle       | 28     |
| 587.  | Nico Sijmens        | 22     |
| 616.  | Tristan Valentin    | 20     |
| 668.  | Luis Ángel Maté     | 16     |
| 714.  | Nicolas Edet        | 15     |
| 987.  | Damien Monier       | 6      |
| 1212. | Arnaud Labbe        | 2      |